# Buddelundiella serbani
Buddelundiella serbani är en kräftdjursart som beskrevs av Ionel Grigore Tabacaru 1971. Buddelundiella serbani ingår i släktet Buddelundiella och familjen Buddelundiellidae. Inga underarter finns listade i Catalogue of Life.